# دهستان قوریگل
دهستان قوریگل یکی از دهستان‌های استان آذربایجان شرقی است که در بخش مرکزی شهرستان بستان‌آباد واقع شده‌است. این دهستان در سال ۱۳۶۶ خورشیدی تأسیس شده و جمعیت آن در سال ۱۳۸۵ خورشیدی بالغ بر ۱۰٬۹۰۳ نفر بوده‌است. مرکز این دهستان یوسف آباد است.
دهستان قوریگل دارای دریاچه‌ای به همین نام است. این دریاچه در ارتفاع ۱۹۵۰ متری از سطح دریاهای آزاد برسر جادهٔ تبریز–تهران و در ۴۰ کیلومتری جنوب‌شرق تبریز واقع شده‌است. متوسط عمق آن ۳-۲ متر بوده و مساحتی برابر ۱۲۰ هکتار دارد. آب این دریاچه شیرین بوده و کمی لب‌شور است.
در این دریاچه انواع گونه‌های پرنده‌ها از جمله کشیم گردن سیاه، اردک سرسفید، اردک بلوطی، چنگر، چوپا و در برخی از سال‌ها کشیم گردن‌سرخ، مرغ سقای سفید و مرغابی‌های وحشی به‌صورت عبوری از جمله خوتکای سفید، تهجه و آنقوت قابل مشاهده هستند.